# Nicolae Ungureanu
Nicolae Ungureanu (ur. 11 listopada 1956 w Krajowej) – rumuński piłkarz i trener piłkarski, reprezentant kraju grający na pozycji obrońcy.

## Kariera klubowa
Nicolae urodził się w miejscowości Krajowa i w 1973 w tamtejszym zespole CSȘ Craiova rozpoczął swoją przygodę z futbolem. Profesjonalną karierę piłkarską rozpoczął w 1975 w klubie Electroputere Craiova. 
Dwa lata później przeszedł do Universitatea Craiova. W pierwszym sezonie w tym zespole wystąpił w 21 spotkaniach i strzelił jedną bramkę oraz zdobył Puchar Rumunii. W następnych sezonach dwukrotnie zdobywał z drużyną Mistrzostwo Rumunii w latach 1979/80 i 1980/81 oraz 2 razy Puchar Rumunii w latach 1980/1981 i 1982/1983. Dotarł także do półfinału Pucharu UEFA w sezonie 1982/1983. Łącznie przez 10 lat w barwach Universitatei wystąpił w 284 spotkaniach, strzelił 17 bramek. 
W 1987 dołączył do Steauy Bukareszt. Z zespołem tym 2 razy zdobył Mistrzostwo Kraju w sezonach 1987/1988 i 1988/1989 oraz dwukrotnie Puchar Rumunii w tych samych sezonach. Osiągnął także półfinał Pucharu Europy w sezonie 1987/88 oraz finał tych rozgrywek rok później.  Steaua przegrała finał z włoskim A.C. Milanem 4:0, a Nicolae zagrał pełne 90 minut. Łącznie zagrał dla Steauy w 136 spotkaniach i strzelił 10 bramek. W 1992 przeszedł do lokalnego rywala Steauy, Rapidu Bukareszt. Sezon 1992/93 zakończył z 17 spotkaniami i dwiema bramkami na koncie. Po tych rozgrywkach zakończył karierę piłkarską. 
| Sezon   | Klub                     | Kraj    | Rozgrywki | Mecze | Bramki |
| ------- | ------------------------ | ------- | --------- | ----- | ------ |
| 1975/76 | Electroputere Craiova    | Rumunia | Liga II   |       |        |
| 1976/77 | Electroputere Craiova    | Rumunia | Liga II   |       |        |
| 1977/78 | CS Universitatea Craiova | Rumunia | Liga I    | 21    | 1      |
| 1978/79 | CS Universitatea Craiova | Rumunia | Liga I    | 25    | 1      |
| 1979/80 | CS Universitatea Craiova | Rumunia | Liga I    | 34    | 1      |
| 1980/81 | CS Universitatea Craiova | Rumunia | Liga I    | 34    | 1      |
| 1981/82 | CS Universitatea Craiova | Rumunia | Liga I    | 30    | 3      |
| 1982/83 | CS Universitatea Craiova | Rumunia | Liga I    | 31    | 2      |
| 1983/84 | CS Universitatea Craiova | Rumunia | Liga I    | 27    | 1      |
| 1984/85 | CS Universitatea Craiova | Rumunia | Liga I    | 28    | 2      |
| 1985/86 | CS Universitatea Craiova | Rumunia | Liga I    | 26    | 3      |
| 1986/87 | CS Universitatea Craiova | Rumunia | Liga I    | 28    | 2      |
| 1987/88 | FC Steaua Bukareszt      | Rumunia | Liga I    | 24    | 4      |
| 1988/89 | FC Steaua Bukareszt      | Rumunia | Liga I    | 31    | 1      |
| 1989/90 | FC Steaua Bukareszt      | Rumunia | Liga I    | 25    | 2      |
| 1990/91 | FC Steaua Bukareszt      | Rumunia | Liga I    | 26    | 2      |
| 1991/92 | FC Steaua Bukareszt      | Rumunia | Liga I    | 30    | 1      |
| 1992/93 | FC Rapid Bukareszt       | Rumunia | Liga I    | 17    | 2      |

## Kariera reprezentacyjna
Ungureanu po raz pierwszy w drużynie narodowej zagrał 8 kwietnia 1981 w meczu przeciwko reprezentacji Izraela, zakończonym porażką 1:2. Ungureanu wystąpił w eliminacjach do Euro 1984 (7 spotkań), Euro 1988 (5 spotkań) oraz Mistrzostw Świata 1986 (7 spotkań) i Mistrzostw Świata 1990 (1 mecz).
W 1984 został powołany przez selekcjonera Mirceę Lucescu na Mistrzostwa Europy. Podczas turnieju wystąpił w spotkaniach z Hiszpanią, RFN i Portugalią.
Po raz ostatni w koszulce reprezentacji Rumunii zagrał 15 listopada 1989 w meczu przeciwko reprezentacji Danii, zakończony zwycięstwem Rumunów 3:1. Łącznie w latach 1981–1989 Ungureanu wystąpił w reprezentacji w 56 spotkaniach, w których strzelił jedną bramkę.
| Mecze i gole w reprezentacji | Mecze i gole w reprezentacji | Mecze i gole w reprezentacji | Mecze i gole w reprezentacji | Mecze i gole w reprezentacji | Mecze i gole w reprezentacji | Mecze i gole w reprezentacji |
| #                            | Data                         | Miasto                       | Przeciwnik                   | Gol                          | Wynik                        | Rozgrywki                    |
| ---------------------------- | ---------------------------- | ---------------------------- | ---------------------------- | ---------------------------- | ---------------------------- | ---------------------------- |
| 1.                           | 08.04.1981                   | Tel Awiw                     | Izrael                       |                              | 1:2                          | towarzyski                   |
| 2.                           | 15.04.1981                   | Kopenhaga                    | Izrael                       |                              | 1:2                          | towarzyski                   |
| 3.                           | 09.09.1981                   | Bukareszt                    | Bułgaria                     |                              | 1:2                          | towarzyski                   |
| 4.                           | 15.07.1982                   | Suczawa                      | Japonia                      |                              | 4:0                          | towarzyski                   |
| 5.                           | 18.07.1982                   | Bukareszt                    | Japonia                      |                              | 3:1                          | towarzyski                   |
| 6.                           | 01.09.1982                   | Bukareszt                    | Dania                        |                              | 1:0                          | towarzyski                   |
| 7.                           | 08.09.1982                   | Bukareszt                    | Szwecja                      |                              | 2:0                          | El. Euro 1984                |
| 8.                           | 04.12.1982                   | Florencja                    | Włochy                       |                              | 0:0                          | El. Euro 1984                |
| 9.                           | 02.02.1983                   | Larisa                       | Grecja                       |                              | 3:1                          | towarzyski                   |
| 10.                          | 09.03.1983                   | Târgu Mureș                  | Turcja                       |                              | 3:1                          | towarzyski                   |
| 11.                          | 30.03.1983                   | Timișoara                    | Jugosławia                   |                              | 0:2                          | towarzyski                   |
| 12.                          | 16.04.1983                   | Bukareszt                    | Włochy                       |                              | 1:0                          | El. Euro 1984                |
| 13.                          | 15.05.1983                   | Bukareszt                    | Czechosłowacja               |                              | 0:1                          | El. Euro 1984                |
| 14.                          | 09.06.1983                   | Solna                        | Szwecja                      |                              | 1:0                          | El. Euro 1984                |
| 15.                          | 24.08.1983                   | Bukareszt                    | NRD                          |                              | 1:0                          | towarzyski                   |
| 16.                          | 07.09.1983                   | Kraków                       | Polska                       |                              | 2:2                          | towarzyski                   |
| 17.                          | 12.10.1983                   | Wrexham                      | Walia                        |                              | 5:0                          | towarzyski                   |
| 18.                          | 08.11.1983                   | Tel Awiw-Jafa                | Izrael                       |                              | 1:1                          | towarzyski                   |
| 19.                          | 12.11.1983                   | Limassol                     | Cypr                         |                              | 1:0                          | El. Euro 1984                |
| 20.                          | 30.11.1983                   | Bratysława                   | Czechosłowacja               |                              | 1:1                          | El. Euro 1984                |
| 21.                          | 07.02.1984                   | Algier                       | Algieria                     |                              | 1:1                          | towarzyski                   |
| 22.                          | 07.03.1984                   | Krajowa                      | Grecja                       |                              | 2:0                          | towarzyski                   |
| 23.                          | 11.04.1984                   | Oradea                       | Izrael                       |                              | 0:0                          | towarzyski                   |
| 24.                          | 14.06.1984                   | Saint-Étienne                | Hiszpania                    |                              | 1:1                          | Euro 1984                    |
| 25.                          | 17.06.1984                   | Lens                         | RFN                          |                              | 1:2                          | Euro 1984                    |
| 26.                          | 20.06.1984                   | Nantes                       | Portugalia                   |                              | 0:1                          | Euro 1984                    |
| 27.                          | 29.07.1984                   | Jassy                        | Chiny                        |                              | 4:2                          | towarzyski                   |
| 28.                          | 29.08.1984                   | Gera                         | NRD                          |                              | 1:2                          | towarzyski                   |
| 29.                          | 12.09.1984                   | Belfast                      | Irlandia Północna            |                              | 2:3                          | El. MŚ 1986                  |
| 30.                          | 30.01.1985                   | Lizbona                      | Portugalia                   |                              | 3:2                          | towarzyski                   |
| 31.                          | 27.03.1985                   | Sibiu                        | Polska                       |                              | 0:0                          | towarzyski                   |
| 32.                          | 03.04.1985                   | Krajowa                      | Turcja                       |                              | 3:0                          | El. MŚ 1986                  |
| 33.                          | 01.05.1985                   | Bukareszt                    | Anglia                       |                              | 0:0                          | El. MŚ 1986                  |
| 34.                          | 06.06.1985                   | Helsinki                     | Finlandia                    |                              | 1:1                          | El. MŚ 1986                  |
| 35.                          | 07.08.1985                   | Moskwa                       | ZSRR                         |                              | 0:2                          | towarzyski                   |
| 36.                          | 28.08.1985                   | Timișoara                    | Finlandia                    |                              | 2:0                          | El. MŚ 1986                  |
| 37.                          | 11.09.1985                   | Londyn                       | Anglia                       |                              | 1:1                          | El. MŚ 1986                  |
| 38.                          | 16.10.1985                   | Bukareszt                    | Irlandia Północna            |                              | 0:1                          | El. MŚ 1986                  |
| 39.                          | 28.02.1986                   | Aleksandria                  | Egipt                        |                              | 2:2                          | towarzyski                   |
| 40.                          | 02.03.1986                   | Aleksandria                  | Egipt                        |                              | 1:0                          | towarzyski                   |
| 41.                          | 26.03.1986                   | Glasgow                      | Szkocja                      |                              | 0:3                          | towarzyski                   |
| 42.                          | 04.06.1986                   | Bukareszt                    | Norwegia                     |                              | 3:1                          | towarzyski                   |
| 43.                          | 20.08.1986                   | Oslo                         | Norwegia                     |                              | 2:2                          | towarzyski                   |
| 44.                          | 08.10.1986                   | Ramat Gan                    | Izrael                       |                              | 4:2                          | towarzyski                   |
| 45.                          | 12.11.1986                   | Sewilla                      | Hiszpania                    |                              | 0:1                          | El. Euro 1988                |
| 46.                          | 04.03.1987                   | Ankara                       | Turcja                       |                              | 3:1                          | towarzyski                   |
| 47.                          | 11.03.1987                   | Pireus                       | Grecja                       |                              | 1:1                          | towarzyski                   |
| 48.                          | 25.03.1987                   | Bukareszt                    | Albania                      |                              | 5:1                          | El. Euro 1988                |
| 49.                          | 29.04.1987                   | Bukareszt                    | Hiszpania                    | Gol                          | 3:1                          | El. Euro 1988                |
| 50.                          | 02.09.1987                   | Bydgoszcz                    | Polska                       |                              | 1:3                          | towarzyski                   |
| 51.                          | 07.10.1987                   | Bukareszt                    | Grecja                       |                              | 2:2                          | towarzyski                   |
| 52.                          | 28.10.1987                   | Wlora                        | Albania                      |                              | 1:0                          | El. Euro 1988                |
| 53.                          | 18.11.1987                   | Wiedeń                       | Austria                      |                              | 0:0                          | El. Euro 1988                |
| 54.                          | 20.09.1988                   | Konstanca                    | Albania                      |                              | 3:0                          | towarzyski                   |
| 55.                          | 23.11.1988                   | Sibiu                        | Izrael                       |                              | 3:0                          | towarzyski                   |
| 56.                          | 15.11.1989                   | Bukareszt                    | Dania                        |                              | 3:1                          | El. MŚ 1990                  |

## Kariera trenerska
Po zakończeniu aktywnej kariery w 1993 objął stanowisko głównego trenera FC Drobeta-Turnu Severin. Na początku kwietnia 1994 podpisał z nim kontrakt Electroputere Craiova, który uratował przed spadkiem z Liga I. Po złym początku sezonu 1994/95 musiał opuścić drużynę.
W 1995 Electroputere sprowadził go z powrotem, aby awansować do Liga I. W 1997 Ungureanu początkowo zrobił sobie przerwę w pracy trenerskiej i objął kierownictwo centrum młodzieżowego na Universitatea Craiova, a w dalszej części sezonu opiekował się także klubową drużyną młodzieżową. W sezonie 1998/99 Ungureanu po raz trzeci objął stanowisko trenera w Turnu Severin. 
W 1999 roku dostał możliwość pracy w Universitatea Craiova pod okiem nowego trenera Emila Săndoi. W sezonie 2000/01 pracował jako główny trener Universitatei. Pomimo udanej pracy jego kontrakt z Universitatea Craiova nie został przedłużony i Ungureanu przejął Internațional Argeș. W tym zespole pracował do 2003. 
W 2004 przejął FC Caracal i dwukrotnie doprowadził go do spadku. Od 17 kwietnia 2006 Ungureanu pracował dla Pandurii Târgu Jiu przez ostatnie siedem meczów sezonu 2005/06, co doprowadziło do spadku Pandurii z ligi. Następnie został asystentem trenera w Universitatea Craiova, z którym opuścił klub we wrześniu 2006. 12 marca 2007 Ungureanu powrócił do FC Caracal jako główny trener. FC Caracal zakończył sezon na siódmym miejscu, ale następny rozpoczął od dwóch remisów i ośmiu porażek. Następnie Ungureanu rozwiązał kontrakt 24 października 2007. We wrześniu 2008 został asystentem trenera w Internațional Argeș.

## Sukcesy
Universitatea Craiova
- Mistrzostwo Liga I (2): 1979/80, 1980/81
- Puchar Rumunii (4): 1976/77, 1977/78, 1980/81, 1982/83
- Finał Pucharu Rumunii (1): 1984/85

Steaua Bukareszt
- Mistrzostwo Liga I (2): 1987/88, 1988/89
- Puchar Rumunii (3): 1987/88, 1988/89, 1991/92
- Finał Pucharu Europy (1): 1988/89